# Tratado de Constantinopla (1832)

Mapa do território inicial do Reino da Grécia estabelecido em 1832 (em azul escuro).

O Tratado de Constantinopla foi resultado da conferência de Constantinopla celebrada em fevereiro de 1832 entre as grandes potências da época (Reino Unido, França e Rússia) e o Império Otomano.